# ۳۰ هادسون استریت
۳۰ هادسون استریت، (به انگلیسی: 30 Hudson Street) یا برج گلدمن ساکس، آسمان‌خراش ۴۲ طبقه به ارتفاع ۲۳۸ متر، با کاربری اداری-تجاری است، که در شهر جرزی سیتی، ایالات متحده آمریکا مستقر می‌باشد.
پروژه ساخت این ساختمان در سال ۲۰۰۱ آغاز شد و در سال ۲۰۰۴ تکمیل و افتتاح گردید. معماری این ساختمان توسط سزار پلی انجام گرفته و تورنتون توماستی نیز مهندسی سازه را برعهده داشته است. گلدمن ساکس مالک ساختمان ۳۰ هادسون استریت می‌باشد.

## نگارخانه

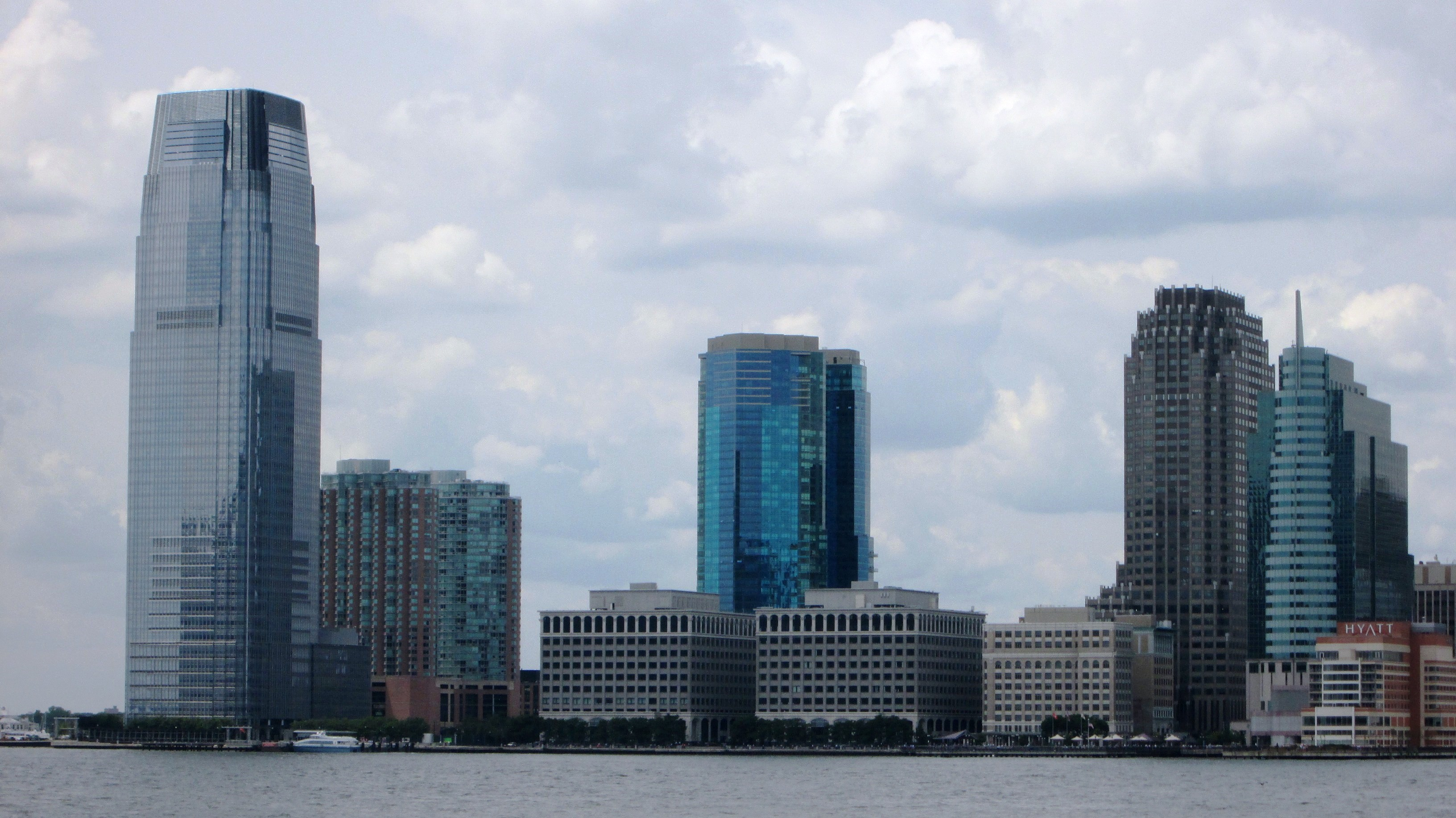
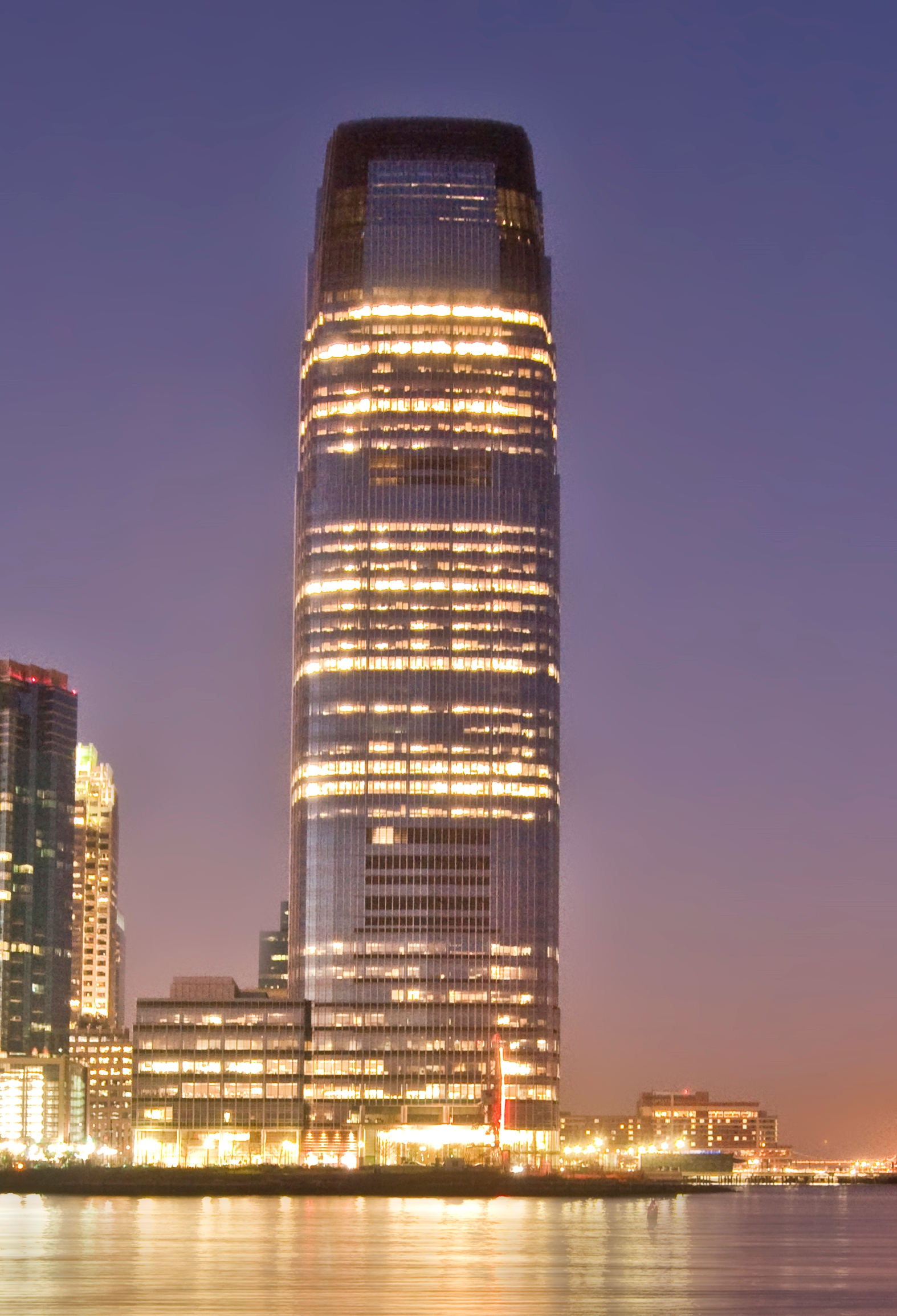